# Andreas Christian Birch
Andreas Christian Birch (* 20. März 1795; † 29. August 1868 in Berlin) war ein dänischer Schriftsteller.
Birch konnte sein Studium mit einer Promotion abschließen.
1823 lernte er die deutsche Schauspielerin Charlotte Pfeiffer kennen, die damals ein Gastspiel am Thalia Theater in Hamburg hatte. Durch ihre Vermittlung und Unterstützung bekam er im darauffolgenden Jahr eine Anstellung in der Verwaltung der Münchner Hofoper.
1825 heiratete das Paar. Aus der Verbindung ging die Tochter, Wilhelmine hervor, die später ebenfalls Schauspielerin und Schriftstellerin wurde.
Neben seinem Amt an der königlichen Hofoper fungierte Birch fast ausschließlich als Manager seiner Ehefrau. Zwischen März 1831 und 1833 arbeitete er in München als Chefredakteur der Unterhaltungszeitschrift Flora. Die Anstellung verdankte Birch angeblich dem Schriftsteller Karl Gutzkow.
1838 trennte sich Birch von seiner Ehefrau, ließ sich aber nicht scheiden. Er blieb sein ganzes Leben finanziell abhängig von ihr, und obwohl sie ihm regelmäßig „Verschwendungssucht“ vorwarf, unterstützte sie ihn immer recht großzügig. Im Jahr der Trennung ging Birch nach Paris und lebte dort fast zehn Jahre lang. Nach einem längeren Aufenthalt in Stuttgart kehrte er 1850 wieder nach München zurück.
1855 kehrte Birch zurück zu seiner Ehefrau, die zu dieser Zeit Mitglied des Ensembles an der königlichen Oper Unter den Linden war. Zehn Jahre später gab seine Ehefrau ihre Abschiedsvorstellung und wirkte von nun an nur noch als Schriftstellerin. Sie starb am 23. August 1868, vermutlich an einem Schlaganfall, und fand ihre letzte Ruhestätte auf dem Friedhof IV der Gemeinde Jerusalems- und Neue Kirche an der Bergmannstraße in Berlin-Kreuzberg. Andreas Christian Birch starb sechs Tage später, am 29. August 1868, und wurde neben seiner Ehefrau beerdigt.

## Werke
Belletristik
- Ludwig Philipp I., König der Franzosen. Stuttgart 1851 (3 Bde.)
- Marguerite. Roman. Berlin 1854 (Charlotte Birch-Pfeiffer bearbeitete das Werk für die Bühne)

Sachbücher
- Dramatik oder Darstellung der Bühnenkunst. Historisch, theoretisch-praktisch, für Künstler und Freunde der Ästhetik. Hallberger, Stuttgart 1856
- Umgangslehre oder der Mensch in der Gesellschaft. Das Verlags-Bureau, Stuttgart 1847.

Übersetzungen
- Henri Lutteroth: Rußland und die Jesuiten. Von 1772 bis 1820 („La Russie et les Jesuites“). Stuttgart 1846.
- François-Auguste Mignet: Antonio Perez und Philipp II. Denkwürdigkeiten des spanischen Hofes aus dem 16. Jahrhundert („Antonio Perez et Philip II.“). Hallberger, Stuttgart 1845.
- Louis-Benoît Picard: Er weiß alles. Lustspiel in 4 Akten („L’alcalde de Molorido“). Enders, Prag 1829.
- Hester Stanhope: Denkwürdigkeiten der Lady Esther Stanhope („Memoirs of the Lady Hester Stanhope“). Hallberger, Stuttgart 1846 (4 Bde.).